# Supinator
Supinator (latin: musculus supinator, "utåtvridarmuskeln") är i människans kropp en skelettmuskel som vrider sig runt strålbenets (radius) proximala tredjedel. Dess främsta uppgift är supination av underarmsbenen.
Supinator har sitt ursprung på överarmsbenets (humerus) laterala epikondyl (epicondylus lateralis humeri), armbågsledens laterala kollateralligament (lig. collaterale laterale), lig. anulare och en kam på armbågsbenet (crista m. supinatoris ulnae).
Muskeln fäster lateralt på strålbenets (radius) proximala tredjedel.
Supinator innerveras av n. radialis.